# 换锦花
换锦花又名換錦石蒜（学名：Lycoris sprengeri）為石蒜科石蒜属的植物。原產於中國大陸中南、東南地區地區,分布于中國大陸的浙江、湖北、安徽、江苏等地,以及台灣馬祖列島,常生長於陰濕山坡和竹林中。花期8－9月,開淡紫紅色花，花色幽雅。

## 形态
鳞茎为卵形，直径3.5厘米，花茎高60厘米。叶绿色，生於早春，带状，长30厘米，宽1厘米。总苞片2枚，长3.5厘米，宽1.2厘米，4－6朵花组成伞形花序，花被裂片顶端带有蓝色，边缘舒展，倒披针形，长4.5厘米，宽1厘米，花筒长1－1.5厘米，雄蕊与花被几乎等长，花柱略长於花被。果实为蒴果，具3棱，室背开裂；种子黑色，近似球形，直径0.5厘米。

## 栽培
换锦花适应性强，易栽培，喜阴湿，耐寒，喜排水良好、肥沃的沙土，有夏眠和冬眠习性。换锦花需要足够的肥料，在花茎和叶长出前要充分浇水和施肥。冬季鳞茎无需覆盖保暖，即可安然越冬。病虫害很少，偶发腐烂病和黄条纹病毒病，种植前可用2%浓度的高锰酸钾溶液浸泡鳞茎1小时，晾干后栽培。

## 延伸阅读
[在维基数据编辑]
 《植物名實圖考·換錦花》，出自吳其濬《植物名實圖考》